# Сердца в Атлантиде (альбом)
«Сердца в Атлантиде» — третий студийный альбом группы «Гран-КуражЪ», который вышел 28 мая 2012 года. Последний студийный альбом с вокалистом Михаилом Житняковым.

## История создания
Альбом «Сердца в Атлантиде» записывался с мая 2011 года по февраль 2012-го. Официально альбом вышел на лейбле Metalism Records 28 мая 2012 года, однако диск можно было приобрести на «Горбушке» уже с 26 мая 2012 года. C 21 мая 2012 года альбом доступен для свободного прослушивания на сайте Soundcloud.com.
Первым синглом альбома стала песня «Первый день осени». Премьера песни состоялась 24 января 2012 года в эфире радиостанции «Эхо Москвы». В этом же месяце в продажу поступил сборник «Mastersland.com - 10 лет в сети», где также присутствовала вышеназванная композиция.
В записи альбома принимали участие музыканты — Андрей Смирнов («Everlost»), Владимир Насонов (экс-«Mechanical Poet»), Юрий Бобырев («Scartown») и Олег Слюсарь.
Презентация альбома и автограф-сессия группы состоялась 3 июня 2012 года в московском клубе «Rock House».

## Отзывы критиков
(<…>) Что, собственно, можно сказать именно об этой пластинке? Во первых то, что она придётся по вкусу подавляющему большинству фэнов Арии - и в этом её главный козырь. К счастью, это отнюдь не арийский клон - это несколько более мелодичный хард-н-хэви, зачастую напоминающий американский материал американских героев этого жанра 80х. Во вторых то, что вокал Михаила заставляет закрыть глаза даже на какие-то мелкие недочёты по инструментальной части пластинки и, возможно, не всегда самые выдающиеся и запоминающиеся мелодии. И, в третьих, нельзя не отметить отдельно изумительную балладу «Первый День Осени», которая, попади она в репертуар Арии, стала бы реальным ротационным хитом даже на нашем насквозь прогнившем попсово-шансонном радио.— Рецензия из журнала «DarkCity» 

## Список композиций
Вся музыка написана Михаилом Бугаевым.
| №   | Название             | Текст песни          | Длительность |
| --- | -------------------- | -------------------- | ------------ |
| 1.  | «От заката до зари»  | О.Кустов, М.Бугаев   | 3:09         |
| 2.  | «Власть»             | М.Бугаев             | 3:52         |
| 3.  | «Герои»              | М.Бугаев             | 4:15         |
| 4.  | «Все имена»          | М.Пушкина            | 3:56         |
| 5.  | «Поколения других»   | М.Бугаев             | 3:55         |
| 6.  | «Первый день осени»  | Е.Игнатова, М.Бугаев | 4:09         |
| 7.  | «У ветра спроси»     | М.Бугаев             | 5:26         |
| 8.  | «Если жив ещё»       | М.Бугаев             | 3:27         |
| 9.  | «Осенний рай»        | М.Бугаев             | 3:29         |
| 10. | «Тайны странствий»   | М.Бугаев, Е.Игнатова | 6:03         |
| 11. | «Сердца в Атлантиде» | М.Бугаев             | 4:14         |

## Участники записи

### ГруппаГран-КуражЪ
| Михаил Житняков | — вокал, бэк-вокал  |
| Михаил Бугаев   | — гитара, клавишные |
| Павел Селеменев | — бас-гитара        |
| Алексей Путилин | — ударные           |

### Приглашённые музыканты
| Владимир Насонов | — бэк-вокал, гитарное соло (2) |
| Андрей Смирнов   | — гитарное соло (5)            |
| Юрий Бобырев     | — гитарное соло (10)           |
| Олег Слюсарь     | — клавишные                    |

### Дополнительная информация
- Запись барабанов и гитар — студия «Mindcrusher Labs», звукорежиссёр — Руслан Масленников
- Запись клавишных — студия «Rec VM», звукорежиссёр — Вячеслав Мишин
- Запись вокала — студия «DreamPort Studio», звукорежиссёры — Владимир Насонов, Максим Самосват
- Вокальный продюсер — Владимир Насонов
- Звукорежиссёр — Дмитрий Борисенков
- Сведение, мастеринг — Руслан Масленников
- Фотография — Анна Демина
- Дизайн обложки — Анна Демина, Мария Григорьева
- Лейбл — Metalism Records